# Philgamia glabrifolia
Philgamia glabrifolia är en tvåhjärtbladig växtart som beskrevs av Arenes. Philgamia glabrifolia ingår i släktet Philgamia och familjen Malpighiaceae. Inga underarter finns listade i Catalogue of Life.